# Leucophenga meijerei
Leucophenga meijerei är en tvåvingeart som beskrevs av Oswald Duda 1924. Leucophenga meijerei ingår i släktet Leucophenga och familjen daggflugor.
Artens utbredningsområde är Taiwan. Inga underarter finns listade i Catalogue of Life.